# Ottar Grønvik
Ottar Nicolai Grønvik (* 21. Oktober 1916 in Kjelsås, Oslo; † 15. Mai 2008 ebenda) war ein norwegischer germanistischer und skandinavistischer Mediävist, Linguist und Runologe.
Grønviks Eltern stammten aus dem Westen und Osten des Landes, sodass dadurch sein Interesse an der Kultur- und den Kulträumen, der Sprache und Geschichte Norwegens früh bei ihm angeregt wurde. Er studierte von 1935 bis 1946 Germanistik und Skandinavistik und Germanische Sprachwissenschaft an der Universität Oslo. Kriegsbedingt, mit einer Gefängnishaft 1943 wegen konspirativen Widerstandsaktionen gegen die deutsche Okkupation und wegen der Fluchthilfe norwegischer Juden nach Schweden, konnte er seine Magisterprüfungen erst nach dem Ende des Kriegs ablegen – die Magisterarbeit hatte er bereits 1942 abgefasst. Ab 1946 war er an der Universität Oslo bei Carl Marstrander als wissenschaftlicher Mitarbeiter tätig und ab 1959 als Lektor am Institut für Germanistik bis zu seinem Ruhestand 1986. Er promovierte erst 1981 mit einer runologischen Arbeit zu der Inschrift und Interpretation des Runenstein von Tune.
Nach John Ole Askedal stand Ottar Grønvik in der Tradition großer norwegischer Altgermanisten und Skandinavisten wie Sophus Bugge, Hjalmar Falk, Alf Torp und eben Carl Marstrander neben anderen Vertretern des Fachs. Die Norwegische Tradition kennzeichnete, dass alle altgermanischen Sprachen beherrscht und berücksichtigt werden in Verbindung mit der übrigen Indogermania.
Als ausgewiesener Fachmann in der Runologie erwarb er sich internationale Reputation, was seine zahlreichen Beiträge in nationalen und internationalen Publikationen reflektiert. Unter anderen hat er beispielsweise mit Klaus Düwel und Wilhelm Heizmann und anderen bei Fragen der Edition und insbesondere zur Deutung der Inschriften der völkerwanderungszeitlichen Goldbrakteaten beigetragen.
Ottar Grønvik erhielt die norwegische „Nansen-Medaille“ für seine wissenschaftlichen Leitungen und Verdienste. Seit 1986 war er Mitglied der Norwegischen Akademie der Wissenschaften. Er war mit Inger Grønvik verheiratet, das Ehepaar hat vier gemeinsame Kinder.

## Schriften
Monographien
- Runene på Tunesteinen. Alfabet, språkform, budskap. Universitetsforlaget, Oslo u. a. 1981, ISBN 82-00-05656-2 (Zugleich: Oslo, Universität, Dissertation, 1981).
- Runene på Eggjasteinen. En hedensk gravinnskrift fra slutten av 600-tallet. Universitetsforlaget, Oslo u. a. 1985, ISBN 82-00-07426-9.
- Fra Ågedal til Setre. Sentrale runeinnskrifter fra det 6. århundre. Universitetsforlaget, Oslo u. a. 1987, ISBN 82-00-18436-6.
- Fra Vimose til Ødemotland. Nye studier over runeinnskrifter fra førkristen tid i Norden. Universitetsforlaget, Oslo 1996, ISBN 82-00-22701-4.
- Untersuchungen zur älteren nordischen und germanischen Sprachgeschichte (= Osloer Beiträge zur Germanistik. 18). Peter Lang, Frankfurt am Main u. a. 1998, ISBN 3-631-33479-6.
- Håvamål. Studier over verkets formelle oppbygning og dets religiøse innhold (= Skrifter utgitt av det Norske Videnskaps-Akademi i Oslo. 2: Historisk-Filosofisk Klasse. Ny Serie, 21). Det norske videnskaps-akademi, Oslo 1999, ISBN 82-90888-27-9.
- Om Eggjainskriften enda en gang. In: Göran Hallberg, Christer Platzack, et al. (Hrsg.): Arkiv för nordisk filologi (ANF). Band 115 der Gesamtausgabe. Selbstverlag, Lund 2000, S. 2–25 (mehrsprachig, journals.lub.lu.se [PDF]).
- Über die Bildung des älteren und des jüngeren Runenalphabets (= Osloer Beiträge zur Germanistik. 29). Peter Lang, Frankfurt am Main u. a. 2001, ISBN 3-631-38082-8.
- Der Rökstein. Über die religiöse Bestimmung und das weltliche Schicksal eines Helden aus der frühen Wikingerzeit (= Osloer Beiträge zur Germanistik. 33). Peter Lang, Frankfurt am Main u. a. 2003, ISBN 3-631-51249-X.

Festschrift
- John Ole Askedal, Harald Bjorvand, Eyvind Fjeld Halvorsen (Hrsg.): Festskrift til Ottar Grønvik. På 75-årsdagen den 21. oktober 1991. Universitetsforlaget, Oslo 1991, ISBN 82-00-07550-8.